# مراد أباد (أرمو)
مراد أباد (بالفارسية: مرادآباد) هي قرية و مستوطنة تقع في إيران في قسم أرمو الريفي. يقدر عدد سكانها بـ 120 نسمة .